# بانو با رخپوش سیاه
بانو با رخپوش سیاه (انگلیسی: The lady with the black veil) با نام اصلی بانو با روبنده (اسپانیایی: La dama velata‎) یک مینی‌سریال درام معمایی اسپانیایی-ایتالیایی است که در سال ۲۰۱۵ منتشر شد. وقایع سریال در ترنتینو در خلال قرن نوزدهم میلادی رخ می‌دهد.

## گزیدهٔ بازیگران
- میریام لئونه
- لینو گوانچاله
- آندرئا بوسکا
- لوکرتسیا لانته دلا رووره
- اورسولا کوربرو
- مار رِگِراس
- جوزی بوشمی
- خائیمه اولیاس